# Wanda Luzzato
Wanda Luzzato, (nata Luzzato Carpi, in Frigeri) (Varese, 6 marzo 1919 – Milano, 25 settembre 2002), è stata una violinista italiana.

## Biografia
Wanda Luzzato inizia da giovanissima lo studio del violino, nella sua città natale, con il M° Ariodante Coggi, e a soli 5 anni si esibisce nel primo concerto. Viene ammessa al Conservatorio, dove entra al V° corso e si diploma a 12 anni, sotto la guida di Alberto Poltronieri (all'epoca, uno dei più giovani diplomi di Conservatorio in Italia).
Nel 1932 si classifica 4º ex aequo (con Ginette Neveu) al "Concorso di Vienna" (I. Internationaler Wettbewerb für Gesange und Violine - Wien), che fu anche occasione di incontro con Jenő Hubay, il quale la invitò a seguire gratuitamente le sue lezioni a Budapest.
La lunga carriera concertistica di Wanda Luzzato ebbe inizio da questi anni ungheresi, dove già imbracciava il suo prezioso Giovan Battista Guadagnini del 1769.
Una tra le date più significative della carriera di Wanda Luzzato, risale al concerto alla Scala di Milano (sabato 30 ottobre 1948) dove propose la prima esecuzione italiana del Concerto per Violino di Aram Khachaturian, sotto la direzione di Herbert Albert.
Dal 1965 Wanda Luzzato si dedica all'insegnamento in Conservatorio, prima per un anno a Torino, poi a Milano. Oggi suoi allievi sono a loro volta docenti di Conservatorio e ricoprono ruoli di "spalla" e violino di fila in importanti istituzioni sinfoniche italiane, dall'Orchestra Sinfonica Nazionale della Rai di Torino, all'Orchestra del Teatro La Fenice di Venezia.

## Attività
- 1953, Tournée in Spagna[4]
- 1964, Tournée in Giappone e Australia[5]

## CDs
- Wanda Luzzato - German Radio Recordings | 2 CD | Meloclassic MC 2026 (p)2016
- Wanda Luzzato - 1955-1979 unreleased recordings | 8 CD | Rhine Classics RH-002 (p)2017[6]
- Legendary Italian Violinists: Wanda Luzzato, Aldo Ferraresi, Renato de Barbieri  | 2 CD | Meloclassic MC 2060 (p)2025

## Registrazioni
Wanda Luzzato non ha mai effettuato registrazioni commerciali, di lei esistono unicamente documenti d'archivio presso le seguenti stazioni radio:

### RAI - Radiotelevisione Italiana
Antonio Beltrami, pianoforte
- Francesco Maria Veracini: Sonata in Mi minore, Op.2/8 (arr. Ferdinand David) (RAI Milano | trasm: 13/3/1955)
- Johannes Brahms: Sonata No.2 in La Maggiore, Op.100 (RAI Milano | trasm: 13/3/1955)
- Edvard Grieg: Sonata No.3 in Do minore, Op.45 (RAI Torino, 15/5/1959)
- Franz Schubert: Sonatina No.1 in Re maggiore, Op.137/1, D.384 (RAI Milano, 1962 | trasm: 11/3/1963)
- Robert Schumann: Sonata No.2 in Re minore, Op.121 "Groẞe Sonate" (RAI Milano, 1962 | trasm: 11/3/1963)
- Felix Mendelssohn: Sonata (No.2) in Fa minore, Op.4, MWV Q 12 (RAI Milano, 1962 | trasm: 19/6/1963)
- César Franck: Sonata in La maggiore (RAI Milano, 1962 | trasm: 26/6/1963)
- Luigi Borghi: Sonata in La maggiore (RAI Milano, 19/12/1968)
- Franco Margola[7]: Sonata No.3 "Sonata breve", Op.46 -1937- (RAI Milano, 19/12/1968 | trasm: 17/1/1970)
- Ildebrando Pizzetti: "Tre Canti" -1924- (1. Affettuoso; 2. Quasi grave e commosso; 3. Appassionato) (RAI MIlano, 1968)
- Georg Friedrich Händel: Sonata in Re maggiore (No.4), Op.1 No.13, HWV 371 (RAI Milano, 1969 | trasm: 26/6/1970)
- Fritz Kreisler: Praeludium and Allegro “in the Style of Pugnani” -1910- (RAI Milano, 1969 | trasm: 26/6/1970)
- Karol Szymanowski: La Fontaine d'Arethuse, Op.30/1 -1915- (“Mythes”, M29) (RAI Milano, 1969 | trasm: 26/6/1970)
- Franz Ries: Perpetuum mobile, Op.34/5 (“Suite No. III” in Sol maggiore) (RAI Milano, 1969 | trasm: 26/6/1970)

Leonardo Leonardi, pianoforte
- Felix Mendelssohn: Sonata (No.2) in Fa minore, Op.4, MWV Q 12 (RAI Milano, 31/1/1979 | trasm: 09/7/1979)
- Robert Schumann: Sonata No.1 in La minore, Op.105 (RAI Milano, 31/1/1979)
- Robert Schumann: Sonata No.2 in Re minore, Op.121 (RAI Milano, 31/1/1979 | trasm: 09/7/1979)
- Fritz Kreisler: Praeludium and Allegro "in the Style of Pugnani"[8] (RAI Milano, 31/1/1979)
- Franz Ries: Perpetuum mobile, Op.34/5 (“Suite III” in Sol maggiore)[9] (RAI Milano, 31/1/1979)
- Karol Szymanowski: "La Fontaine d'Arethuse", Op.30/1 -1915- (“Mythes”, M29)[10] (RAI Milano, 31/1/1979)

Orchestre RAI Milano / RAI Torino
- Peter Ilyic Tchaikovsky: Concerto in Re maggiore, Op.35 (Orchestra Sinfonica di Milano della RAI | Efrem Kurtz | Milano, 25/3/1960)
- Giorgio Federico Ghedini: Divertimento in Re maggiore "dedicato a Wanda Luzzato" -1959/60- (Orchestra Sinfonica di Torino della RAI | Hilmar Schatz | Torino, 28/10/1960)
- Felix Mendelssohn: Concerto in Mi minore, Op.64 (Orchestra Sinfonica di Milano della RAI | Franco Caracciolo | Teatro Fraschini, Pavia, 9/11/1966)

### SRF - Radio Basel / RSI - Radio Svizzera Italiana
Hans Vogt, pianoforte
- Giovanni Antonio Piani (detto "Desplanes") (1678-1760): Intrada, Adagio (arr. T.Nachez) (BS Studio M3, 3/3/1957)
- Johannes Brahms: Sonata No.2 in La maggiore, Op.100 (BS Studio M3, 3/3/1957)
- Francesco Antonio Bonporti: Sonata in Sol minore (BS Studio M3, 17/12/1957)
- Ludwig van Beethoven: Sonata No.2 in La maggiore, Op.12/2 (BS Studio M3, 17/12/1957)
- Richard Strauss: Sonata in Mi bemolle maggiore, Op.18, TrW 151 (HBS Studio M3, 23/2/1962)
- Jenő Hubay: "Sonate romantique" in Re maggiore, Op.22 (BS Studio M3, 29/3/1972)

Mario Salerno, pianoforte
- Edvard Grieg: Sonata No.3 in Do minore, Op.45 (BS Studio M3, 5/2/1960)
- Felix Mendelssohn: Sonata (No.2) in Fa minore, Op.4, MWV Q 12 (BS Studio M3, 5/2/1960)

Huguette Bolle, pianoforte
- Ludwig van Beethoven: Sonata No.7 in Do minore, Op.30/2 (Radio Basel: 6/4/1967)
- Robert Schumann: Sonata No.2 in Re minore, Op.121 (Radio Basel: 23/4/1967)
- Pietro Antonio Locatelli: Sonata in Sol minore (Radio Basel: 28/7/1968)
- Luigi Borghi (1745-1806): Sonata in La maggiore (I.Allegro moderato; II.Adagio; III.Allegro) (Radio Basel: 1/10/1968)
- Francesco Maria Veracini: 12 Sonate Accademiche: Sonata in Sol minore, Op.2/5 (Radio Basel: 30/1/1969)

Radio-Sinfonieorchester Basel
- Alexander Glazunov: Concerto in La minore, Op.82 (RSO Basel | Richard Müller-Lampertz | Riehen, Landgasthof DRS, 14/2/1973)

Orchestra della Radio Svizzera Italiana
- Aram Khachaturian: Concerto in Re minore (Orchestra RSI | Otmar Nussio | Lugano, Campo Marzio, 1/10/1952)
- Wolfgang Amadeus Mozart: Concerto No.4 in Re maggiore, K.218 (Orchestra RSI | Otmar Nussio | Lugano, Auditorio RSI, 3/2/1968)
- Felix Mendelssohn: Concerto in Mi minore, Op.64 (Orchestra RSI | Niklaus Wyss | Bellinzona, Chiesa della Collegiata, 7/6/1970)

### RTF/ORTF - Radio France
André Collard, pianoforte
- Ludwig van Beethoven: Sonata No.7 in Do minore, Op.30/2 (A. Collard | Paris, studio, 22/5/1954)
- Georg Friedrich Händel: Sonata (No.4) in Re maggiore, Op.1 No.13, HWV 371 (A. Collard | Paris, studio, 22/5/1954)

### SDR - Süddeutscher Rundfunk
Hans Priegnitz, pianoforte
- Robert Schumann: Sonata No.2 in Re minore, "Große Sonate", Op.121 (Stuttgart, studio, 5/2/1955)
- Edvard Grieg: Sonata No.3 in Do minore, Op.45  (Stuttgart, studio, 9/11/1955)
- Johannes Brahms: Sonata No.2 in La maggiore, "Thun", Op.100 (Stuttgart, studio, 9/11/1955)
- Francesco Maria Veracini: Sonata in Mi minore. Op.2/8 (arr. F.David) (Stuttgart, studio, 9/11/1955)
- Franz Schubert: Sonatina in Sol minore, Op.137/3, D 408 (Stuttgart, studio, 15/10/1956)
- Ludwig van Beethoven: Sonata No.2 in La maggiore, Op.12/2 (Stuttgart, studio, 15/10/1956)
- Francesco Antonio Bonporti: Sonata in Sol minore, Op.5 (I. Largo; II. Balletto; III. Aria; IV. Corrente) (Stuttgart, studio, 26/2/1958)
- Luigi Borghi (1745 - 1806): Sonata in La maggiore (I. Allegro moderato; II. Adagio; III. Allegro) (Stuttgart, studio, 26/2/1958)
- Johann Wenzel Anton Stamitz (1717-1757): Sonata in Sol maggiore, Op.6 No.1 (I. Adagio: II. Allegro; III. Minuetto) (Stuttgart, studio, 26/2/1958)
- Ildebrando Pizzetti: "Tre Canti" (No.1 Affettuoso; No.2 Quasi grave e commosso; No.3 Appassionato) (Stuttgart, studio, 26/2/1958)
- Jenő Hubay: "Sonate romantique" in Re maggiore, Op.22 (I. Allegro; II. Adagio ma non tanto; III. Allegro) (Stuttgart, SDR, 10/2/1960)
- Richard Strauss: Sonata in Mi bemolle maggiore, Op.18, TrV 151 (Stuttgart, SDR, 11/2/1960)

Heinrich Baumgartner, pianoforte
- Georg Friedrich Händel: Sonata in La maggiore, Op.1/3, HWV 361 (Stuttgart, studio, 25/2/1959)
- Georg Friedrich Händel: Sonata in Sol minore, Op.1/10, HWV 368 (Stuttgart, studio, 25/2/1959)
- Georg Friedrich Händel: Sonata (No.5) in La maggiore, Op.1/14, HWV 372 (Stuttgart, studio, 25/2/1959)
- Georg Friedrich Händel: Sonata (No.6) in Mi maggiore, Op.1/15, HWV 373 (Stuttgart, studio, 25/2/1959)

### BBC - British Broadcast Corporation
Recital con Ernest Lush, pianoforte (15/01/1968)

## Intervista "I grandi del passato"
«Incontratala a casa sua a Milano nel 2001 per rammentare storie di Hubay e Vecsey, e dopo un elegante aperitivo signorilmente offerto nel suo luminoso salotto di Via Majocchi, alla mia domanda: "Signora ma cosa pensa di quel che oggi si dice, che i violinisti siano dotati di una tecnica superiore a quella dei Maestri di un tempo?" mi rispose testualmente: "Balle! ...avrebbe dovuto ascoltare come Hubay suonava i Capricci di Paganini e poi ne riparleremmo... !". 
E alla mia domanda: "Ha conosciuto Vecsey?" rispose: "Sì era di un'altra generazione, andavamo a sentirlo suonare, era uno specialista di Paganini, e aveva un tick, quando entrava sul palcoscenico prima di suonare si aggiustava i polsini... più volte... sti pulsìn... !".»